# 科佩斯科納 (印第安納州)
科佩斯科納（英語：Coppess Corner）是位於美國印地安納州亞當斯縣的一個非建制地區。該地的面積和人口皆未知。

## 地理
科佩斯科納的座標為40°44′42″N 84°57′25″W / 40.74500°N 84.95694°W，而該地的平均海拔高度為251米（即823英尺）。